# Acteocina carinata
Acteocina carinata is een slakkensoort uit de familie van de Tornatinidae. De wetenschappelijke naam van de soort is voor het eerst geldig gepubliceerd in 1857 door Carpenter.